# 119 Althaea
Althaea /ælˈθiːə/ (định danh hành tinh vi hình: 119 Althaea) là một tiểu hành tinh cỡ lớn ở vành đai chính, thuộc kiểu S. Ngày 3 tháng 4 năm 1872, nhà thiên văn học người Mỹ gốc Canada James C. Watson phát hiện tiểu hành tinh Althaea khi ông thực hiện quan sát tại Đài quan sát Detroit và đặt tên nó theo Althaea, mẹ của Meleager trong thần thoại Hy Lạp. Hai lần Althaea che khuất sao được quan sát vào năm 2002, chỉ cách nhau một tháng.